# Montaglioni
Montaglioni ist eine Fraktion (italienisch frazione) der italienischen Gemeinde Preci in der Provinz Perugia, Region Umbrien.

## Geografie
Der Ort liegt etwa 4 km südwestlich des Hauptortes Preci und etwa 55 km südöstlich der Provinz- und Regionalhauptstadt Perugia am Tal Valle Oblita. Der Ort liegt bei 901 m s.l.m. und hatte 2001 5 Einwohner. 2011 waren es 12 Einwohner. Nächstgelegene Orte neben dem Hauptort Preci sind Roccanolfi, etwa 1,5 km östlich gelegen, und Collazzoni (etwa 2,5 km südlich gelegen), beides Ortsteile der Gemeinde Preci. Die Kirchen des Ortes gehören zum Erzbistum Spoleto-Norcia.

## Geschichte
Früher Mons Lunae genannt, gehörte der Ort zu den wichtigsten Burgen des Valle Oblita. 1328 nahm der Ort die Flüchtlinge der zerstörten Burg von Roccapazza auf. Die ersten Wehrmauern des Ortes stammen aus dem Jahr 1333, heute ist davon nur noch ein Torbogen mit Wappen (Löwe mit fünf Bergen) und ein kleiner Teil der Wehrmauern übrig. Das Erdbeben vom 14. Januar 1703 zerstörte den Ort fast vollständig.

## Sehenswürdigkeiten
- Santa Maria, Kirche im Ortskern, die in ihrer heutigen Erscheinungsform nach dem Erdbeben 1703 entstand.[1]
- Madonna della Cona, eigentlich Madonna dell'Icona (Madonna der Ikone), auch Santa Maria in Via oder Santa Maria de Monte Lunae, Kirche an der Gabelung nach Roccanolfi und Collazzoni / Poggio della Croce[5] und am Eingang zum Valle Oblita.[1] Die Kirche entstand 1568 auf den Resten einer älteren Kirche und wurde nach dem Erdbeben von 1703 restauriert.[5]

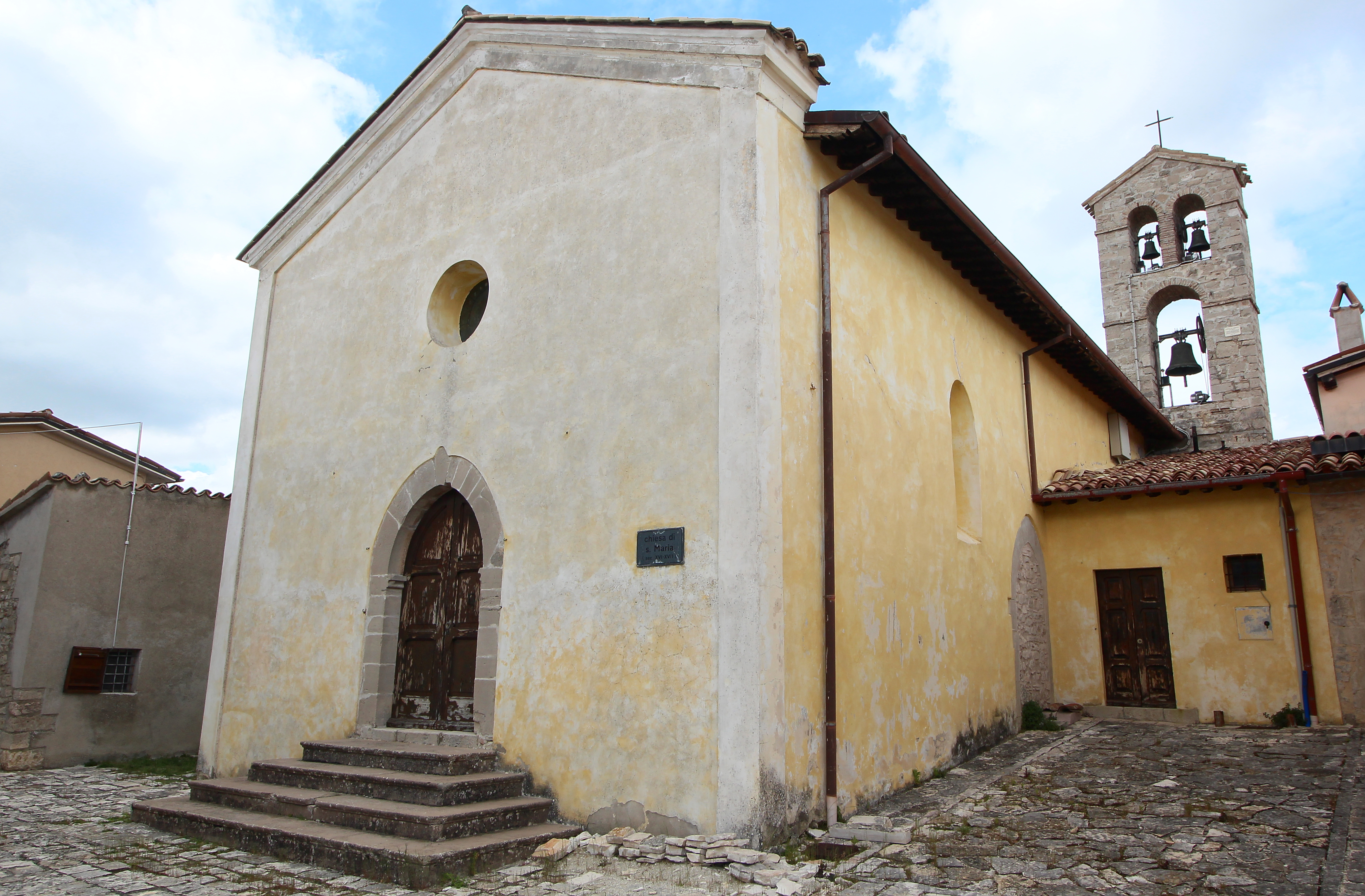
Die Kirche Santa Maria im Ortskern.
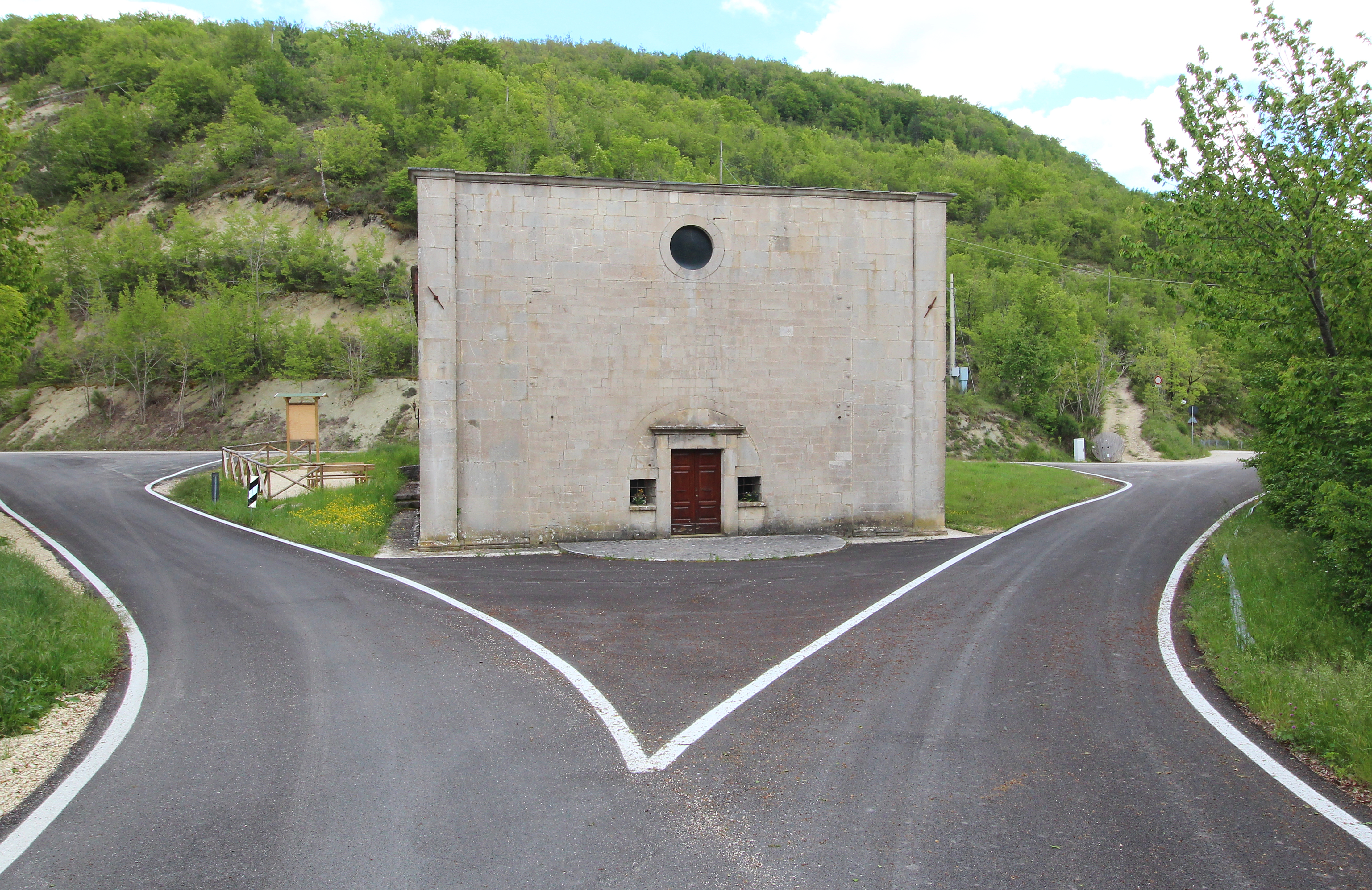
Die Kirche Madonna della Cona, kurz außerhalb des Orts, von Montaglioni aus gesehen.
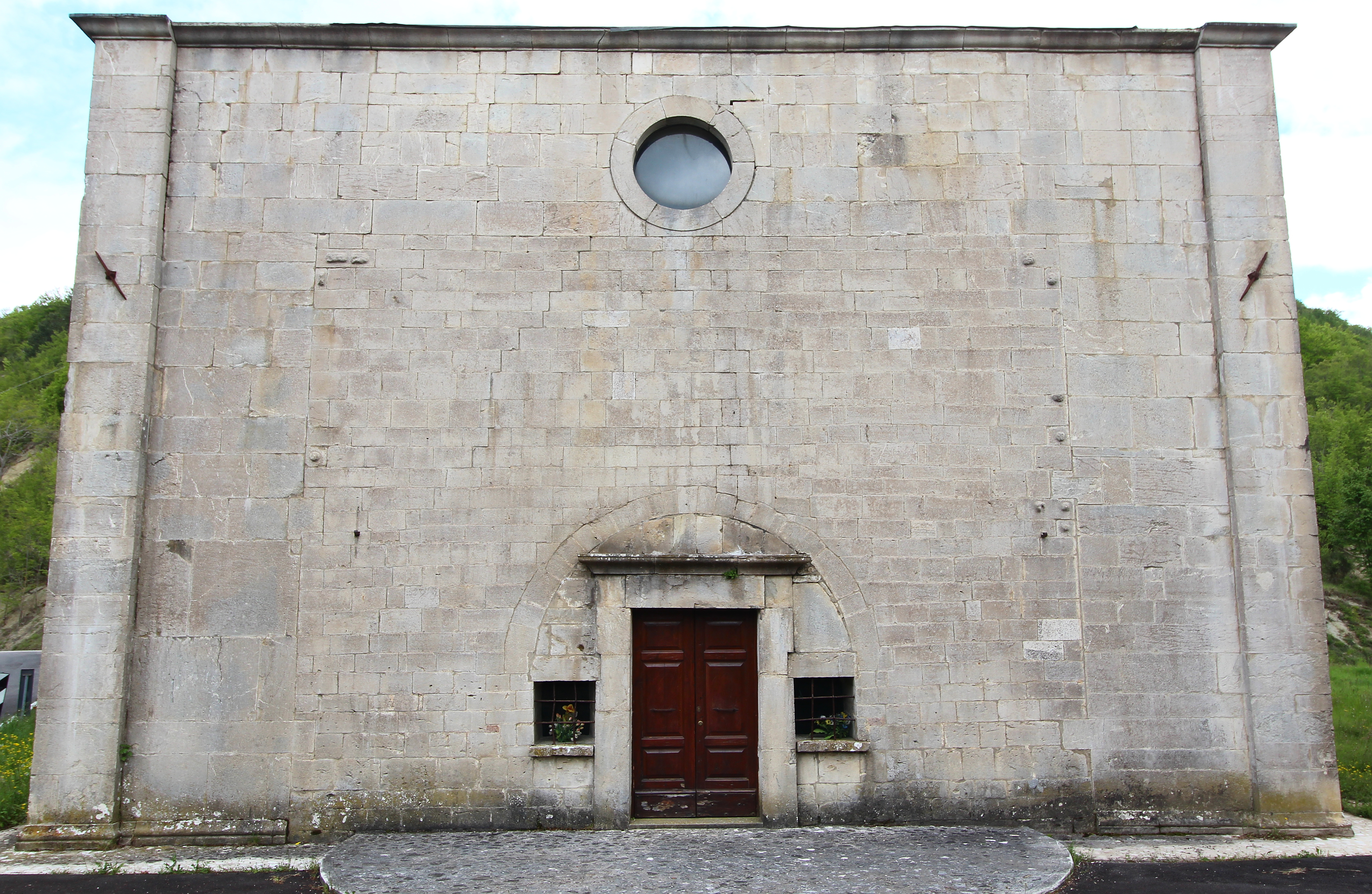
Fassade der Kirche Madonna della Cona.
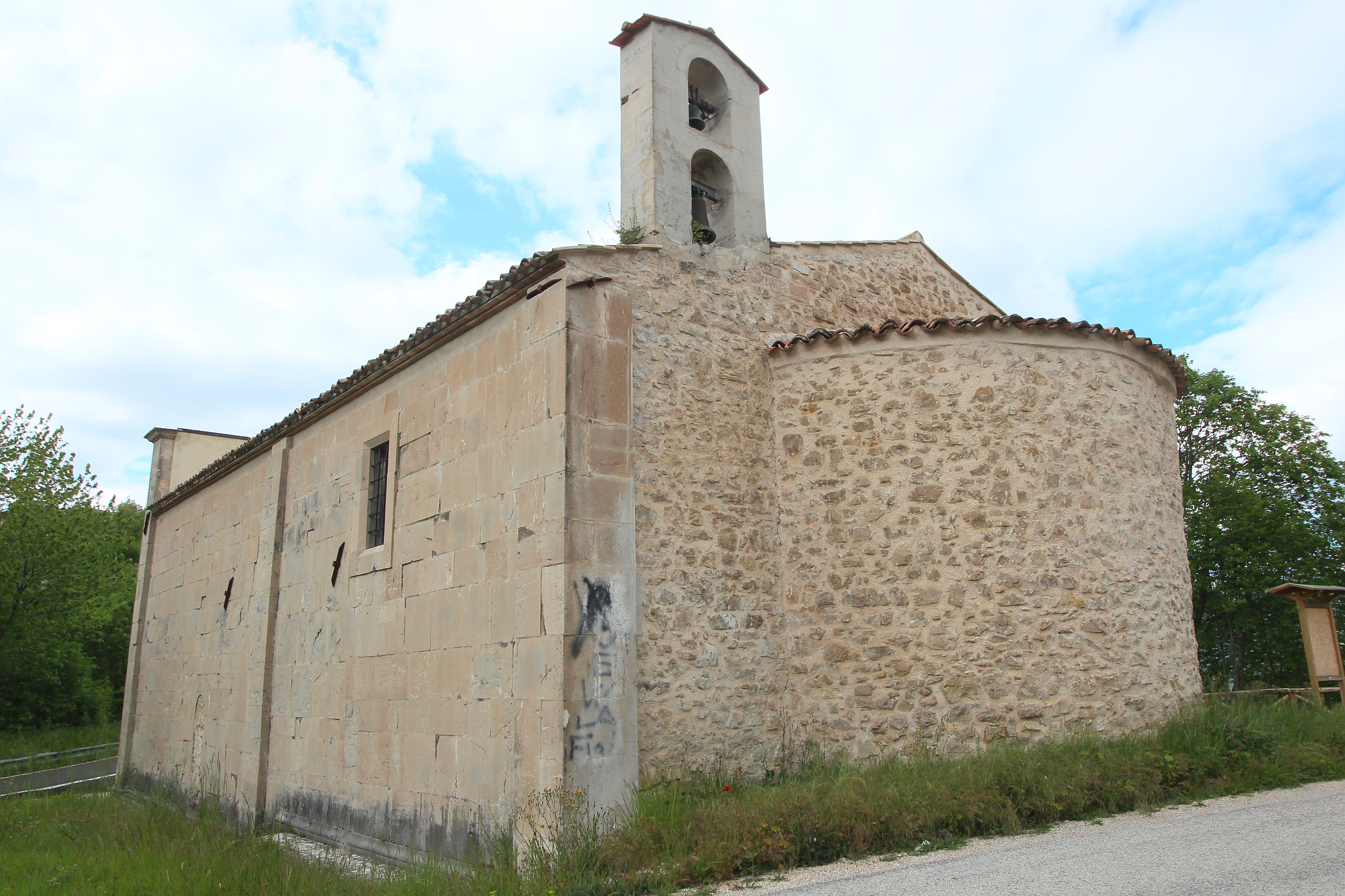
Apsis der Kirche Madonna della Cona.

## Verkehr
- Nächstgelegene Fernstraße ist die Strada Statale 3 Via Flaminia, die in direkter Entfernung etwa 25 km westlich liegt. Um über Straßen zu der Anschlussstelle Eggi (Ortsteil von Spoleto) zu gelangen, braucht es etwa 40 km.